# Hedda Berntsen
Hedda Helene Berntsen, norveška alpska smučarka, telemark smučarka in smučarka prostega sloga , * 24. april 1976, Trondheim.
V alpskem smučanju je nastopila na Olimpijskih igrah 2002, kjer je odstopila v slalomu. V dveh nastopih na svetovnih prvenstvih je v isti disciplini leta 2001 osvojila bronasto medaljo. V svetovnem pokalu je tekmovala osem sezon med letoma 2000 in 2007. V skupnem seštevku svetovnega pokala je bila najvišje na 28. mestu leta 2001.
Ob začetku kariere je tekmovala tudi v telemarku in leta 1997 osvojila naslov svetovne prvakinje klasično. Med letoma 2007 in 2007 je tekmovala v smučanju prostega sloga, v katerem je na Olimpijskih igrah 2010 osvojila srebrno medaljo v krosu. V svetovnem pokalu je dosegla eno zmago in še štiri uvrstitve na stopničke. 
Njena sestra Ingrid Berntsen je prav tako smučarka prostega sloga.